# Conamomum xanthophlebium
Conamomum xanthophlebium là một loài thực vật có hoa trong họ Gừng. Loài này được John Gilbert Baker mô tả khoa học đầu tiên năm 1892 dưới danh pháp Amomum xanthophlebium. Năm 2018, Jana Leong-Škorničková và Axel Dalberg Poulsen chuyển nó sang chi mới phục hồi là Conamomum.

## Phân bố
Loài này có trong khu vực Malaysia bán đảo, đông bắc và tây miền trung Sumatra, Borneo (Sarawak).